# Anastasija Fiłenko
Anastasija Serhijiwna Krawczenko (Fiłenko), ukr. Анастасія Сергіївна Кравченко (Філенко) (ur. 1 listopada 1990) – ukraińska piłkarka, grająca na pozycji obrońcy, reprezentantka Ukrainy.

## Kariera piłkarska

### Kariera klubowa
Pierwszy trener Jewhen Pohoriełow. W 2006 rozpoczęła zawodową karierę klubową w seniorskiej drużynie Spartak Sumy. Na początku 2007 dołączyła do klubu Zoria-Spartak Ługańsk. Podczas trwania sezonu 2007 przeniosła się do Łehendy Czernihów. W 2009 roku wzmocniła skład CPOR-Doneczczanki Donieck, a w 2010 roku trafiła do Illicziwki Mariupol. W 2011 wróciła do Łehendy Czernihów. W 2013 roku wyjechała do Rosji, gdzie podpisała kontrakt z azowską Donczanką. Po tym jak klub spadł z najwyższej dywizji, przeniosła się w 2014 do Mordowoczki z Sarańska. W marcu 2015 roku podpisała roczny kontrakt z białoruskim klubem Nadzieja-Dniapro Mohylew. W lutym 2017 zasiliła estoński Pärnu JK Vaprus. W 2018 roku została zawodniczką litewskiego klubu Gintra-Universitetas. W tym samym roku wraz z drużyną zdobyła mistrzostwo kraju. Większą część sezonu opuściła z powodu kontuzji, a w drugiej części prawie nie grała. Grała także w Lidze Mistrzyń Kobiet w barwach Pärnu i Gintry. Na początku 2020 roku już występowała w drużynie Żytłobud-2 Charków, która w 2022 zmieniła nazwę na Worskła Połtawa.

### Kariera reprezentacyjna
19 września 2015 roku zadebiutowała w seniorskiej kadrze narodowej w zremisowanym 1:1 meczu towarzyskim z Kosowem. Wcześniej broniła barw juniorskiej reprezentacji U-19.

## Sukcesy i odznaczenia

### Sukcesy klubowe
Łehenda Czernihów
- wicemistrz Ukrainy: 2008, 2011
- brązowa medalistka mistrzostw Ukrainy: 2007
- finalista Pucharu Ukrainy: 2007, 2008, 2011

Illicziwka Mariupol
- brązowa medalistka mistrzostw Ukrainy: 2011

Pärnu JK Vaprus
- mistrz Estonii: 2017
- finalista Superpucharu Estonii: 2018
- finalista Women's Baltic Football League: 2017, 2018

Gintra-Universitetas
- mistrz Litwy: 2018, 2019
- zdobywca Women's Baltic Football League: 2019

Żytłobud-2 Charków
- mistrz Ukrainy: 2019/20, 2022/23
- zdobywca Pucharu Ukrainy: 2019/20, 2020/21, 2021/22